# توم وايتكير
توماس جايمس وايتكير (بالإنجليزية: Tom Whittaker)‏، من مواليد 21 يوليو 1898 في ألدرشوت في إنجلترا، وتوفي في 24 أكتوبر 1956 في لندن في إنجلترا، لاعب كرة قدم إنجليزي سابق ومدرب كرة قدم إنجليزي سابق.
و قد بدأ باللعب مع نادي آرسنال في عام 1919، ولعب معهم حتى عام 1925، وشارك معهم في 70 مباراة وسجل هدفين.
و قد درب نادي آرسنال منذ عام 1947 وحتى عام 1956.